# Kozly (district de Česká Lípa)
Pour les articles homonymes, voir Kozly.
Kozly (en allemand : Kosel) est une commune du district de Česká Lípa, dans la région de Liberec, en République tchèque. Sa population s'élevait à 158 habitants en 2021.

## Géographie
Kozly se trouve à 7 km au sud-ouest de Česká Lípa, à 44 km à l'ouest-sud-ouest de Liberec et à 65 km au nord de Prague.
La commune est limitée par Stružnice au nord, par Kvítkov à l'est, par Holany au sud et par Stvolínky à l'ouest.

## Histoire
La première mention écrite de la localité date de 1371.

## Transports
Par la route, Kozly  se trouve à 9 km de Česká Lípa, à 60 km de Liberec et à 91 km de Prague.